# Nuno Piloto
Nuno Miguel Torres Piloto Albuquerque est un footballeur portugais né le 19 mars 1982 à Tondela. Il évolue au poste de milieu de terrain.
Nuno Piloto joue durant plusieurs saisons à l'Académica de Coimbra. 
Parallèlement à sa carrière de footballeur il poursuit ses études supérieures, renouant ainsi avec la tradition de l'Académica, qui voulait jusqu'à la révolution des œillets, que tout joueur devait aussi être étudiant à l'université de Coimbra. Il est Maître en médecine légale et en sciences judiciaires.
À l'issue de la saison 2014-2015, il compte à son actif un total de 162 matchs en 1re division portugaise.

## Biographie

### Les débuts
Né à Tondela, dans le district de Viseu, Nuno Piloto commence le football dans les catégories jeunes du Clube de Futebol Repesenses, avant de rejoindre en U19 l'Académica de Coimbra.

### Anadia FC
Sa première saison en tant que senior se déroule dans le club semi-professionnel du Anadia FC

### Académica de Coimbra
En 2001, il est de retour à Coimbra, où il joue deux saisons, avec les réserves, en troisième division portugaise. Il fait ses débuts avec l'équipe première durant la saison 2002-03. Il est utilisé de façon irrégulière durant ses premières années avec l'équipe principale avant de devenir un élément essentiel du onze "académiste" à partir de la saison 2007-08, et devient à cette époque, le capitaine de l'équipe.

### Iraklis Thessalonique
En juin 2009, il quitte le Portugal pour l'étranger, il signe un contrat de trois ans avec le club grec de l'Iraklis Thessalonique. Mais dès la fin de juillet, pendant un entraînement, il a subi une déchirure des ligaments de son genou gauche, ce qui l' écarte des terrains pour une période de six mois. Il ne dispute aucune rencontre officielle avec le club grec.

### SC Olhanense
À la suite de sa blessure il quitte la Grèce et rejoint son pays d'origine, au sein du club de l'Algarve, le SC Olhanense, où il signe un contrat de 2 ans.

### Retour à l'Académica de Coimbra
En septembre 2013, il est de retour dans son club de cœur où il signe pour 3 saisons.

## Carrière
Arrêtées à l'issue de la saison 2016-2017
- 180 matchs et 6 buts en 1re division portugaise
- 0 match et 0 but en 1re division grecque
- 29 matchs et 0 but en 2e division portugaise
- 69 matchs et 14 buts en 3e division portugaise
- 0 match et 0 but en 4e division portugaise

## Statistiques de joueur

### Synthèse
| Saison                | Club                  | Championnat           | Championnat | Championnat | Coupe(s) nationale(s) | Coupe(s) nationale(s) | Total | Total |
| Saison                | Club                  | Division              | M.          | B.          | M.                    | B.                    | M.    | B.    |
| 2001-2002             | Anadia FC             | D4                    | -           | -           | 1                     | 1                     | 1     | 1     |
| Sous-total            | Sous-total            | Sous-total            | -           | -           | 1                     | 1                     | 1     | 1     |
| 2002-2003             | Académica B           | D3                    | 30          | 6           | 0                     | 0                     | 30    | 6     |
| 2003-2004             | Académica B           | D3                    | 37          | 8           | 0                     | 0                     | 37    | 8     |
| Sous-total            | Sous-total            | Sous-total            | 67          | 14          | 0                     | 0                     | 67    | 14    |
| 2002-2003             | Académica             | D1                    | 1           | 0           | 0                     | 0                     | 1     | 0     |
| 2004-2005             | Académica             | D1                    | 6           | 0           | 1                     | 1                     | 7     | 1     |
| 2005-2006             | Académica             | D1                    | 25          | 0           | 3                     | 0                     | 28    | 0     |
| 2006-2007             | Académica             | D1                    | 9           | 0           | 1                     | 0                     | 10    | 0     |
| Sous-total            | Sous-total            | Sous-total            | 41          | 0           | 5                     | 1                     | 46    | 1     |
| 2006-2007             | GD Tourizense         | D3                    | 2           | 0           | 0                     | 0                     | 2     | 0     |
| Sous-total            | Sous-total            | Sous-total            | 2           | 0           | 0                     | 0                     | 2     | 0     |
| 2007-2008             | Académica             | D1                    | 22          | 0           | 1                     | 0                     | 23    | 0     |
| 2008-2009             | Académica             | D1                    | 27          | 2           | 4                     | 0                     | 31    | 2     |
| Sous-total            | Sous-total            | Sous-total            | 49          | 2           | 5                     | 0                     | 54    | 2     |
| 2009-2010             | Iraklis Thessalonique | D1                    | 0           | 0           | 0                     | 0                     | 0     | 0     |
| Sous-total            | Sous-total            | Sous-total            | 0           | 0           | 0                     | 0                     | 0     | 0     |
| 2010-2011             | SC Olhanense          | D1                    | 19          | 2           | 3                     | 0                     | 22    | 2     |
| 2011-2012             | SC Olhanense          | D1                    | 9           | 0           | 2                     | 0                     | 11    | 0     |
| 2012-2013             | SC Olhanense          | D1                    | 14          | 1           | 4                     | 0                     | 18    | 1     |
| Sous-total            | Sous-total            | Sous-total            | 42          | 3           | 9                     | 0                     | 51    | 3     |
| 2013-2014             | Académica             | D1                    | 7           | 0           | 1                     | 0                     | 8     | 0     |
| 2014-2015             | Académica             | D1                    | 23          | 0           | 4                     | 0                     | 27    | 0     |
| 2015-2016             | Académica             | D1                    | 18          | 1           | 3                     | 0                     | 21    | 1     |
| 2016-2017             | Académica             | D2                    | 29          | 0           | 5                     | 0                     | 34    | 0     |
| Sous-total            | Sous-total            | Sous-total            | 77          | 1           | 13                    | 0                     | 90    | 1     |
| Total sur la carrière | Total sur la carrière | Total sur la carrière | 278         | 20          | 33                    | 2                     | 311   | 22    |